# New York Cosmos 1980
Questa voce raccoglie le informazioni riguardanti i New York Cosmos nelle competizioni ufficiali della stagione 1980.

## Stagione
Vincendo la propria divisione con il miglior risultato della classifica complessiva della regular season, i Cosmos - che nel frattempo avevano visto l'arrivo in panchina di Hennes Weisweiler in luogo di Julio Mazzei, approdarono ai playoff della NASL, giungendo fino al Soccer bowl sconfiggendo agevolmente i Tulsa Roughnecks, eliminando agli shootout il Dallas Tornado e battendo in finale il L.A. Aztecs con il capocannoniere stagionale Chinaglia autore di quattro delle cinque reti complessive. I Mo's vinsero infine il loro quarto titolo nazionale sconfiggendo nella finalissima il Ft. Lauderdale Strikers per 3-0.

## Maglie e sponsor
Lo sponsor tecnico per la stagione 1980 è Ellesse, che quale conferma l'aspetto delle divise della stagione precedente.
| Casa | Trasferta |  |

## Organigramma societario
Area tecnica
- Allenatore: Julio Mazzei[3], dal 1º luglio Hennes Weisweiler[4]
- Allenatore in seconda: Yasin Özdenak
- Allenatore portieri: Miguel De Lima[5]

## Rosa
| N.    |                           | Ruolo | Calciatore           |
| ----- | ------------------------- | ----- | -------------------- |
| 1     | Germania Ovest (bandiera) | P     | Hubert Birkenmeier   |
| 2     | Iran (bandiera)           | D     | Andranik Eskandarian |
| 3     | Canada (bandiera)         | D     | Bruce Wilson         |
| 4     | Brasile (bandiera)        | D     | Oscar                |
| 5     | Brasile (bandiera)        | D     | Carlos Alberto       |
| 6     | Germania (bandiera)       | D     | Franz Beckenbauer    |
| 7     | Paraguay (bandiera)       | C     | Julio Cesar Romero   |
| 8     | Jugoslavia (bandiera)     | C     | Vladislav Bogićević  |
| 9     | Italia (bandiera)         | A     | Giorgio Chinaglia    |
| 11    | Portogallo (bandiera)     | A     | Seninho              |
| 12    | Stati Uniti (bandiera)    | C     | Larry Hulcer         |
| 13    | Paesi Bassi (bandiera)    | C     | Johan Neeskens       |
| 14/29 | Stati Uniti (bandiera)    | C     | Mark Liveric         |

| N.    |                        | Ruolo | Calciatore            |
| ----- | ---------------------- | ----- | --------------------- |
| 15    | Paesi Bassi (bandiera) | D     | Wim Rijsbergen        |
| 16    | Stati Uniti (bandiera) | C     | Angelo DiBernardo     |
| 17    | Stati Uniti (bandiera) | C     | Rick Davis            |
| 18    | Stati Uniti (bandiera) | C     | Boris Bandov          |
| 19    | Paraguay (bandiera)    | A     | Roberto Cabañas       |
| 20/22 | Stati Uniti (bandiera) | A     | Don Ebert             |
| 20    | Belgio (bandiera)      | A     | François Van Der Elst |
| 21    | Stati Uniti (bandiera) | P     | David Brcic           |
| 23    | Brasile (bandiera)     | D     | Nelsi Morais          |
| 24    | Stati Uniti (bandiera) | A     | Darryl Gee            |
| 25    | Stati Uniti (bandiera) | D     | Jeff Durgan           |
| 26    | Messico (bandiera)     | D     | Vidal Fernández       |
| 27    | Canada (bandiera)      | P     | Dino Alberti          |

## Risultati

### NASL

#### Playoff
| Tulsa 28 agosto 1980 Conference Quarterfinals - Andata        | Tulsa Roughnecks | 1 – 3 referto        | N.Y. Cosmos | Skelly Stadium (22,890 spett.) |
| \| \| \| \| \| Caskey \| Marcatori \| Chinaglia DiBernardo \| |                  |                      |             |                                |
|                                                               |                  |                      |             |                                |
| Caskey                                                        | Marcatori        | Chinaglia DiBernardo |             |                                |

| New York 31 agosto 1980 Conference Quarterfinals - Ritorno     | N.Y. Cosmos | 8 – 1 referto | Tulsa Roughnecks | Giants Stadium (40,285 spett.) |
| \| \| \| \| \| Chinaglia Beckenbauer \| Marcatori \| Caskey \| |             |               |                  |                                |
|                                                                |             |               |                  |                                |
| Chinaglia Beckenbauer                                          | Marcatori   | Caskey        |                  |                                |

| Dallas 7 settembre 1980 Conference Semi-Finals - Andata                  | Dallas Tornado | 2 – 3 referto              | N.Y. Cosmos | Texas Stadium (7,459 spett.) |
| \| \| \| \| \| Gruber Pesa \| Marcatori \| Chinaglia v.d. Elst Romero \| |                |                            |             |                              |
|                                                                          |                |                            |             |                              |
| Gruber Pesa                                                              | Marcatori      | Chinaglia v.d. Elst Romero |             |                              |

| New York 7 settembre 1980 Conference Semi-Finals - Ritorno              | N.Y. Cosmos    | 0 – 3 referto | Dallas Tornado | Giants Stadium (45,153 spett.) |
| \| \| \| \| \| \| Marcatori \| Gomez Lund \| \| \| Shootout 3 – 0 \| \| |                |               |                |                                |
|                                                                         |                |               |                |                                |
|                                                                         | Marcatori      | Gomez Lund    |                |                                |
|                                                                         | Shootout 3 – 0 |               |                |                                |

| Pasadena 10 settembre 1980 Conference Finals - Andata          | L.A. Aztecs | 1 – 2 referto        | N.Y. Cosmos | Rose Bowl (25,487 spett.) |
| \| \| \| \| \| Aguirre \| Marcatori \| Chinaglia DiBernardo \| |             |                      |             |                           |
|                                                                |             |                      |             |                           |
| Aguirre                                                        | Marcatori   | Chinaglia DiBernardo |             |                           |

| New York 13 settembre 1980 Conference Finals - Ritorno | N.Y. Cosmos | 3 – 1 referto | L.A. Aztecs | Giants Stadium (42,324 spett.) |
| \| \| \| \| \| Chinaglia \| Marcatori \| v. Veen \|    |             |               |             |                                |
|                                                        |             |               |             |                                |
| Chinaglia                                              | Marcatori   | v. Veen       |             |                                |

| Washington 21 settembre 1980 Soccer Bowl           | N.Y. Cosmos | 3 – 0 | Ft. Lauderdale Strikers | Robert F. Kennedy Memorial Stadium (50,760 spett.) |
| \| \| \| \| \| Chinaglia Romero \| Marcatori \| \| |             |       |                         |                                                    |
|                                                    |             |       |                         |                                                    |
| Chinaglia Romero                                   | Marcatori   |       |                         |                                                    |

## Statistiche

### Statistiche di squadra
| Competizione | Punti | Totale | Totale | Totale | Totale | Totale | ‰ |
| Competizione | Punti | G      | V      | P      | Gf     | Gs     | ‰ |
| ------------ | ----- | ------ | ------ | ------ | ------ | ------ | - |
| NASL         | -     | 40     | 31     | 9      | 112    | 50     | - |

### Statistiche dei giocatori
| Giocatore       | NASL     | NASL |
| Giocatore       | Presenze | Reti |
| --------------- | -------- | ---- |
| D. Alberti      | 0        | 0    |
| B. Bandov       | 1        | 0    |
| F. Beckenbauer  | 26       | 4    |
| H. Birkenmeier  | 32       | -41  |
| V. Bogićević    | 32       | 5    |
| D. Brcic        | 0        | -0   |
| R. Cabañas      | 15       | 4    |
| Carlos Alberto  | 23       | 2    |
| G. Chinaglia    | 32       | 32   |
| R. Davis        | 14       | 1    |
| A. DiBernardo   | 29       | 7    |
| J. Durgan       | 28       | 0    |
| D. Ebert        | 0        | -0   |
| A. Eskandarian  | 26       | 0    |
| L. Hulcer       | 10       | 0    |
| M. Liveric      | 13       | 1    |
| N. Morais       | 2        | 0    |
| J. Neeskens     | 17       | 4    |
| Oscar           | 3        | 0    |
| W. Rijsbergen   | 21       | 0    |
| J.C. Romero     | 32       | 14   |
| Seninho         | 14       | 2    |
| F. Van Der Elst | 13       | 6    |
| B. Wilson       | 18       | 0    |

### Annotazioni
1. ↑  Include regular season e play-off.
2. ↑  Dati relativi alla sola regular season.

### Fonti
1. ↑  North American Soccer League su RSSSF
2. ↑   New York Cosmos Jerseys, su nasljerseys.com.
3. ↑   Julio Mazzei, Who Led Soccer’s Cosmos, Is Dead at 78, su nytimes.com.
4. ↑   Cosmos to Retain Mazzei, su nytimes.com.
5. ↑   Miguel de Lima, Founder and President (PDF), su Asetsoccer.com. URL consultato il 17 gennaio 2018.
6. ↑   New York Cosmos 1980 (NASL), su nasljerseys.com.